# Annan (miasto)
Annan (gael. Inbhir Anainn) – miasto w południowej Szkocji, w hrabstwie Dumfries and Galloway (historycznie w Dumfriesshire), położone na wschodnim brzegu rzeki Annan, nieopodal jej ujścia do zatoki Solway Firth. W 2011 roku liczyło 8960 mieszkańców.
W XIII wieku znajdował się tu zamek należący do klanu Bruce. Położenie blisko granicy angielskiej, przy głównej drodze wiodącej do Dumfries sprawiło, że do XVI wieku miasto wielokrotnie najeżdżane i niszczone było przez Anglików. Współczesna zabudowa miasta w przeważającej części pochodzi z XIX i XX wieku.
Na północny wschód od Annan znajduje się elektrownia jądrowa Chapelcross, wykorzystywana także do produkcji plutonu dla celów wojskowych, czynna w latach 1959-2004.

## Współpraca
Miejscowość partnerska:
- Watermael-Boitsfort, Belgia